# Placówka Straży Granicznej I linii „Rafajłowa”
Placówka Straży Granicznej I linii „Rafajłowa” – jednostka organizacyjna Straży Granicznej pełniąca służbę ochronną na granicy polsko-czechosłowackiej w okresie międzywojennym.

## Geneza
Na wniosek Ministerstwa Skarbu, uchwałą z 10 marca 1920 roku, powołano do życia Straż Celną. Od połowy 1921 roku jednostki Straży Celnej rozpoczęły przejmowanie odcinków granicy od pododdziałów Batalionów Celnych. Proces tworzenia Straży Celnej trwał do końca 1922 roku.  weszła w podporządkowanie komisariatu Straży Celnej „Rafajłowa” z Inspektoratu SC „Dolina”.

## Formowanie i zmiany organizacyjne

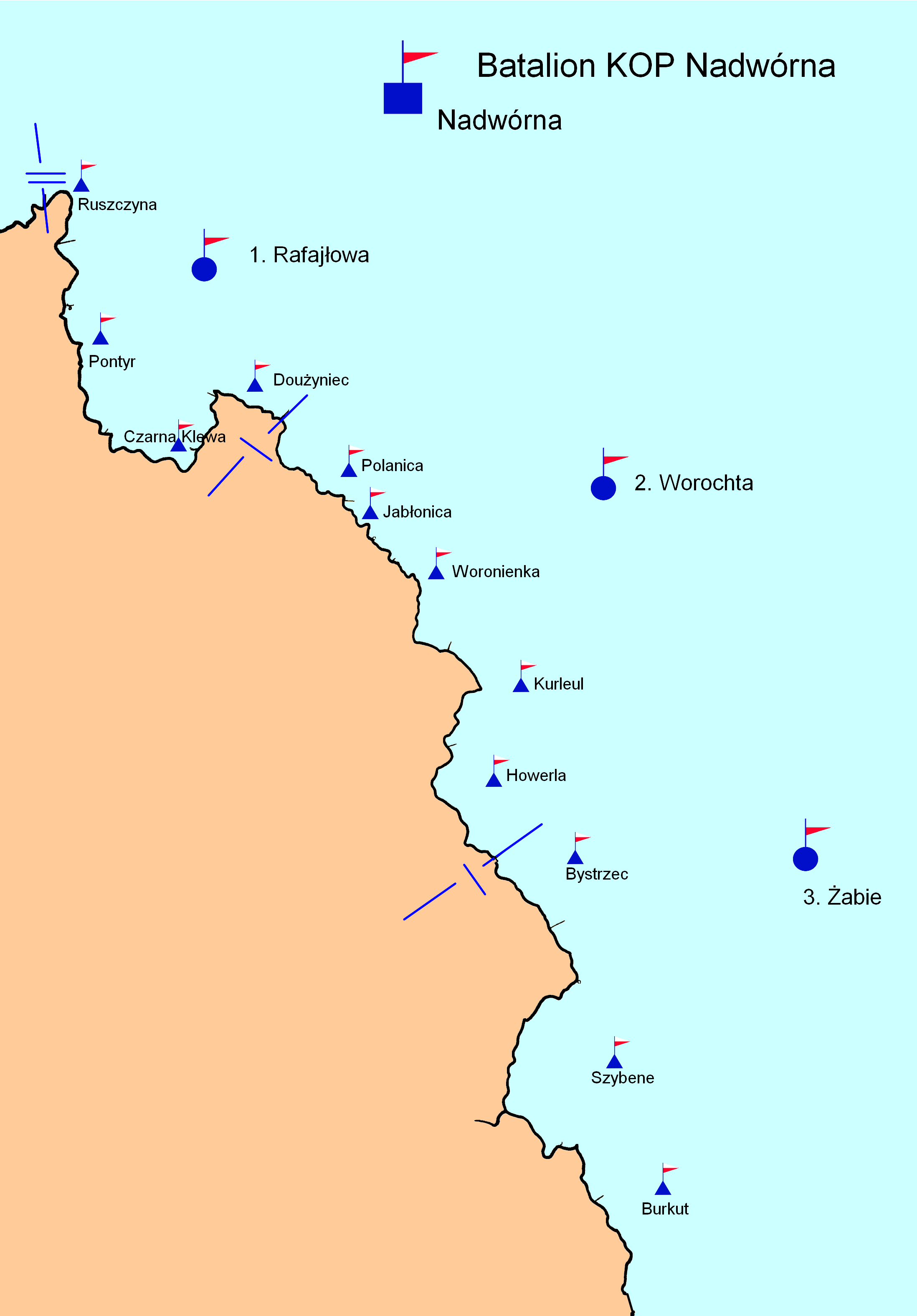
Szkic rozmieszczenia batalionu KOP „Nadwórna”

Rozporządzeniem Prezydenta Rzeczypospolitej Polskiej Ignacego Mościckiego z 22 marca 1928 roku, do ochrony północnej, zachodniej i południowej granicy państwa, a w szczególności do ich ochrony celnej, powoływano z dniem 2 kwietnia 1928 roku  Straż Graniczną.
Rozkazem nr 5 z 16 maja 1928 roku w sprawie organizacji Małopolskiego Inspektoratu Okręgowego dowódca Straży Granicznej gen. bryg. Stefan Pasławski określił strukturę organizacyjną komisariatu SG „Nadwórna”. Placówka Straży Granicznej I linii „Rafajłowa” znalazła się w jego strukturze.
Na początku 1939 roku 1 pułk piechoty KOP „Karpaty” przejął od Straży Granicznej odcinek granicy polsko-węgierskiej. Placówka Straży Granicznej I linii „Rafajłowa” została rozwiązana. Batalion KOP „Delatyn” zorganizował między innymi strażnicę KOP „Rafajłowa”.

## Służba graniczna
Sąsiednie placówki:
- placówka Straży Granicznej I linii „Huta Tarniczka” ⇔ placówka Straży Granicznej I linii „Zielona”− 1928[6]

## Kierownicy/dowódcy placówki
| stopień    | imię i nazwisko, numer | okres pełnienia służby | kolejne stanowisko          |
| ---------- | ---------------------- | ---------------------- | --------------------------- |
| przodownik | Antoni Kasperkowiak    | 1930 – 1934            | kierownik placówki „Beskid” |